# 진함조
진함조(晉含祚, ?~1030년 8월 28일(음력 7월 27일))는 고려 전기의 문신·정치인이다. 본관은 남원이다.

## 생애
1009년(목종 12년)에 김치양(金致陽)이 난을 일으켜 천추전(千秋殿)에 불이 났을 때 진함조는 태복(太卜)으로서 태의(太醫) 기정업(奇貞業), 태사(太史) 반희악(潘希渥), 재신(宰臣)인 참지정사(叅知政事) 유진(劉瑨), 중추원사(中樞院使) 최항(崔沆), 급사중(給事中) 채충순(蔡忠順) 등과 함께 은대(銀臺)에서 직숙(直宿)하며 만일의 사태에 대비했다.
1018년(현종 9년)에 호부상서(戶部尙書)로 임명되었다.
1020년(현종 11년)에 우복야 겸 도정사(右僕射 兼 都正使)가 되었다.
1023년(현종 14년)에 그는 상서좌복야(尙書左僕射)에 올랐고, 주덕명(朱德明)은 상서우복야(尙書右僕射)로 임명되었다.
1030년(현종 21년)에 죽었는데, 《고려사》에서는 그를 매우 낮게 평가하고 있다.